# Arden International
Arden International é uma equipe de automobilismo que atualmente disputa o Campeonato de Fórmula Regional Europeia e o Campeonato GB3. Foi fundada em 1997 por Christian Horner e Garry Horner. Estreou na Fórmula 3000 e até 200 corria pela equipe como piloto único o próprio Horner.
Em 2006 conquistou o 4º lugar de construtores conquistando uma vitória com Michael Ammermüller. Para 2007 conta com os pilotos Bruno Senna e Adrian Zaugg.